# Picon (aperitief)

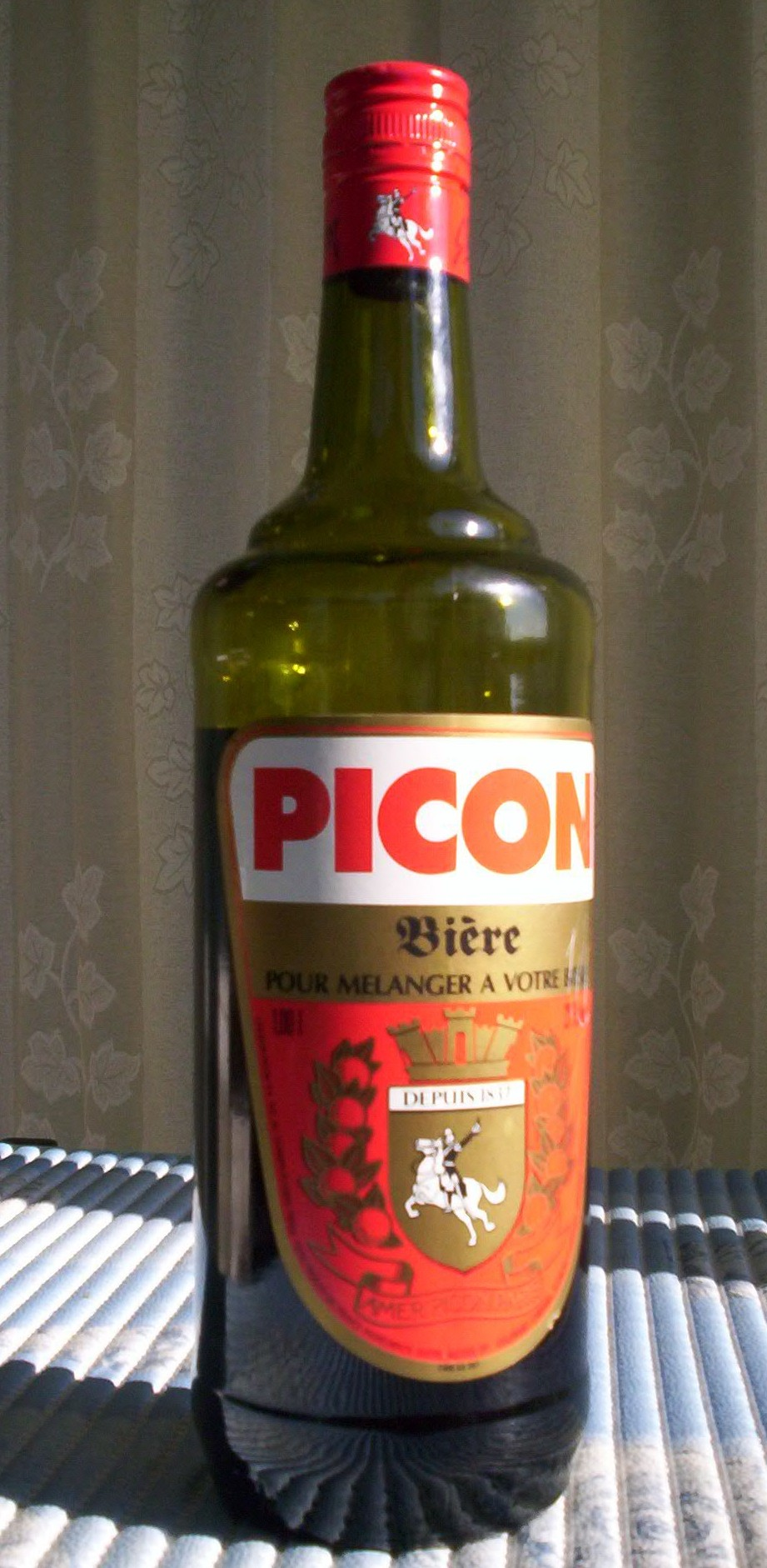
fles Picon Bière met een alcoholpercentage van 21%

Picon is een karamelkleurig bitter aperitief of bitter(tje) dat zijn oorsprong kent in Marseille en van oudsher bij bier wordt geserveerd in het oosten en noorden van Frankrijk, in België en Luxemburg en ook in Zwitserland. Picon wordt gemaakt van gedroogde sinaasappelschillen die geweekt worden in een alcoholoplossing. Voor de bereiding zijn ook gentiaanwortel en cinchona (kina) nodig, die beide eveneens geweekt worden. Achteraf worden suikersiroop en karamel toegevoegd.
De term Picon is een merknaam die in handen is van Moët Hennessy Diageo, een joint-venture van de handelsondernemingen LVMH (Louis Vuitton Moët Hennessy) en Diageo. In mei 2022 werd Picon overgenomen door Campari voor 119 miljoen euro. Picon behaalde in het gebroken boekjaar 2020/21 een omzet van 21,5 miljoen euro.

## Herkomst
In 1815 vertrok de in de provincie Genua woonachtige familie Picon naar Marseille. Daar werd de jonge Gaétan Picon (1809-1882) leerling in een distilleerderij. Later, toen hij in Algerije in het leger diende, liep hij zoals veel van zijn kameraden een ‘kwaadaardige koorts’ op. Hij ontwikkelde vervolgens een brouwsel op basis van sinaasappelschillen, cinchona en gentiaan, geweekt in eau de vie, dat koortsverlagende en dorstlessende eigenschappen heeft.
In 1832 vestigde hij zich in Philippeville (het latere Skikda) en later in Algiers, waar hij zijn formule verbeterde. Vanaf 1837 bracht hij zijn drankje op de markt als aperitief onder de naam amer africain (Afrikaans bitter). In 1862 vond de wereldtentoonstelling in Londen plaats en de Franse regering nodigde industriëlen uit om hieraan deel te nemen. De onderprefect van Philippeville, Jean-Baptiste Nouvion, probeerde Gaétan Picon met kracht te overtuigen om naar Londen te gaan. Omdat dit soort evenementen nog weinig gebruikelijk waren, ging Picon daar niet op in. Desondanks besloot de koppige onderprefect om, zonder medeweten van de fabrikant, een krat met amer africain naar Londen te versturen. Het product, dat behoorde tot de categorie ‘bittere aperitieven’, werd in 1862 op de Londense wereldtentoonstelling bekroond met een bronzen medaille. Daarmee maakte Gaétan Picon zijn fortuin.
Teruggekeerd in Frankrijk bouwde hij in Marseille zijn eerste fabriek voor de productie van Picon (destijds met een alcoholpercentage van 21%), dat vanaf dan ook zo genoemd werd. De onderneming gaf op die manier ook zijn naam aan de wijk waarin de fabriek stond, evenals aan het treinstation Picon-Busserine in het 14e arrondissement van Marseille.

## Tegenwoordig
Picon wordt vooral verkocht in Frankrijk, in 2003 werd 70% van de omzet behaald in het noorden en oosten van Frankrijk. Verder is Franstalig België een belangrijke afzetmarkt. De totale productie bedroeg vier miljoen flessen.
De karamel die als kleurstof gebruikt wordt, is eigenlijk de kleurstof karamel met E-nummer E150a, ook wel ‘gewone karamel’ genoemd. Het gaat hierbij eigenlijk om een karamelliseringsproces, dat versneld wordt door verschillende chemicaliën zoals zuren, hydroxides, carbonaten, fosfaten, sulfaten of sulfieten.
In 1995 is Picon gestart met product diversificatie en brengt sindsdien drie verschillende soorten aperitieven op de markt:
- Het origineel: de Picon Amer met alcoholgehalte van 21%, meest geschikt voor cocktails,
- de Picon bière, 18%, wordt bij bier gedronken,
- De Picon club, dat eveneens gedronken wordt in een cocktail met droge witte wijn.

Er bestaat een saucisse au Picon, ook wel Piconwurst genoemd in het Lothringer platt (een dialect dat gesproken wordt in Lotharingen). Het is een worst op basis van Picon, die geproduceerd wordt in de stad Amnéville, in het departement Moselle, in de historische regio Lotharingen.

## Lijst van cocktails met Picon
- Picon friez: Picon en mirabellenbrandewijn
- Picon-Grenadine: Picon en grenadine
- Picon bière: blond bier, Picon
- Picon-café: Picon en koffie
- Picon et demi: blond of bruin bier, Picon, citroensiroop
- Picon ‘avec’ (Elzas): Picon bière ‘met’ een scheutje citroensiroop
- Amérissime: droge witte vermout, Picon
- Cosaque: grenadinesiroop, bier, Picon
- Petit Quentin: bier, whisky, Picon ‘met’ een scheutje citroensiroop
- Henry: witte rum, perenlikeur, kersenlikeur, Picon
- Irish Picon: grenadinesiroop, Picon, Guinness
- Mary: rode vermout, Suze, Picon
- Micheland: rode vermout, armagnac, abrikozenlikeur, Picon
- Picanache: panaché (mix van bier en limonade), Picon
- Picon club: droge witte wijn, Picon
- Picola: cola, Picon
- Piconeau: water, Picon
- Piconade: limonade, Picon, schijfje citroen, ijsblokjes (gecreëerd in Nancy)
- P.C.B. (Picon Citron Bière): 25 cl blond bier, 3 cl Picon, een scheutje citroensiroop
- Super Picon (50 cl): Picon, grenadinesiroop
- Picon Royal of JMF: champagne en Picon
- P.O.B (Picon sirop d'orange et bière blonde): Picon met sinaasappelsiroop en blond bier
- P.O.Box: Picon, whisky, rietsuiker, limonade, citroensap
- Stoptou: Picon en pastis
- Picojito: rum (6 cl), muntblaadjes, groene citroen, Picon (3 cl), gemalen ijs, water (15 cl)
- Picon Chasseur: Picon, bier, witte wijn, appelsiroop
- Piconcon: Picon, gin, schijfje komkommer
- Ptit Piconnard: Picon, Ricard, Perrier
- Picobelle (Lotharingen): Picon, mirabellenbrandewijn, mirabellen
- JJ: Picon, jasmijnlikeur, Jägermeister
- Pisconis: Picon, pastis, koel water, ijsblokjes
- Picoron: Picon, gin, amaretto
- Picard: Picon, Ricard (gecreëerd door Rugby Club Metz Moselle)
- Le métisse: Picon, melk.
- Pekon: Picon, Peket (jenever)
- Champicon: Champagne, Picon.
- Le Biche: Picon, koolzuurhoudend mineraalwater
- Le Maxicon: Maximator bier (Amsterdams bier) en Picon
- La Mort Aux Rats: Ricard, Martini (vermout), Picon
- Le Skycon: Picon, whisky
- Le Tarascon: Taras Boulba (Belgisch bier), Picon
- Le Pikawa: Picon en koffie
- Le Picon bar: cassissiroop, La Chouffe (Belgisch bier), Picon
- Le Marius: Vieille prune (eau de vie op basis van pruimen), mirabellenbrandewijn, notenlikeur, Picon
- Le RPP: rum, Picon, appelsap
- Le Pidre: Picon en droge cider
- Le Perlempidre: Perlembourg (Frans bier), Pidre
- Perlempidron: Perlempidre en citroen
- Picon Mulhousien (Elzas): Picon, witte rum, cassislikeur, blond bier
- Picongina: Picon en Orangina light
- Piconic: Picon en Schweppes tonic
- Velour: Picon, Grand Marnier, grenadine, Pelfort (bier uit Noord-Frankrijk)
- Intensemencon: Picon en lauw bier van het supermarktmerk 8.6
- Sang du christ: Picon, citroensiroop, 1/2 bier, 1/2 witte wijn
- Picon on the rocks : Picon, ijsblokjes (bij voorkeur aan het einde van de avond)
- Le DémonteCon: Picon, Mega Démon (bier uit Noord-Frankrijk)
- Le BannaCon: Picon, Pisang (likeur met bananensmaak)
- Chicon: Picon, Chimay bleue
- PIDU: Picon Duvel (lekker bitter, vooral streek Mechelen-Willebroek)
- Poasis: Picon met Oasis

## Picon in films
- Voordat Hollywoodfilms gecensureerd werden als gevolg van de Motion Picture Production Code van juli 1934, werd in 1931 de film The last Flight van de Duitse regisseur William Dieterle uitgebracht. De film vertelt de avonturen van een groep Amerikaanse piloten die hun angsten wegdrinken in Parijse bars aan het einde van de Eerste Wereldoorlog. Richard Barthelmess (die de rol van Carry speelt) bestelt twee Picon citron voor hem en Helen Chandler (in de rol van Nikki) en tot verrassing van de jonge vrouw voegt hij eraan toe: ‘Très rafraîchissant ! Pour rire et s'amuser’ (‘Zeer verfrissend! Om te lachen en plezier te hebben’).
- In de film Marius (1931) van Marcel Pagnol is de kijker getuige van de bereiding van een Picon-Curaçao-citron in de beroemde scène verre à quatre tiers waarin César (Raimu) aan Marius (Pierre Fresnay) uitlegt hoe je vier derde van een vloeistof in een glas krijgt.
- In Un singe en hiver (A Monkey in Winter) uit 1962 van Henri Verneuil wordt Gabriel Fouquet (Jean-Paul Belmondo) dronken van Picon bière in een café in Tigreville, vlak bij Deauville. Het is de start van een race naar dromen en dronkenschap tussen Fouquet en de eigenaar van zijn hotel, Albert, gespeeld door Jean Gabin.
- In de film Le Père Noël est une ordure uit 1982 van Jean-Marie Poiré, beschuldigt Zézette, het personage dat gespeeld wordt door Marie-Anne Chazel, haar minnaar Félix ervan te veel Picon bière gedronken te hebben.
- In de film La Ch'tite Famille (2018) van Dany Boon, in een scène in de caravan op de autosloperij van de familie, drinkt Gustave (de broer van Dany Boon, gespeeld door Guy Lecluyse) Picon om 8 uur ‘s ochtends.
- In de Eén-serie Eigen kweek die zich afspeelt in Heuvelland wordt regelmatig Picon gedronken.

## Picon in het chanson
- In het gedicht Père nourricier van Camille François, op muziek gezet door Bourvil op zijn album Bourvil récite 9 poèmes de Camille François (1957), drukt een vader die zich tot zijn baby richt zijn verlangen uit om Picon te drinken: ‘Ce que je veux, c'est porter la culotte. Boire le Pernod, le Picon citron. Jouer au billard, à la belote. Oh ! Nom d'une pipe, c'est l'heure du biberon’ (‘Wat ik wil is de baas zijn. Pernod drinken, Picon citron drinken, biljarten, klaverjassen. Oh, verdomme, het is tijd voor de fles’).
- In het liedje Pochtron! op zijn album Morgane de toi (1983) wijdt de zanger Renaud enkele zinnen aan Picon: ‘Le Picon-bière, c'est redoutable. Même les Belges y s'y aventurent pas. Ça vous fait glisser sous la table. Comme un rat’ (‘Picon-bière, dat is gevaarlijk. Zelfs de Belgen wagen zich er niet aan. Het laat je onder de tafel glijden. Als een rat’).
- In het nummer Elle voulait jouer cabaret van haar eerste studioalbum Mademoiselle chante... (1988) roept Patricia Kaas het volgende beeld op: ‘Un fond de Picon-bière qui rend à moitié fou’ (‘Een bodempje Picon-bière dat je half gek maakt’).
- In het liedje Soir de retour van zijn tweede studioalbum Les années sombres (1995) beschrijft Mano Solo een avond in een bar in Pigalle waar men Picon-bière drinkt: ‘Et tout glisse au Noctambules, un Picon-bière, le même que dans la France entière’ (‘En alles glijdt naar binnen bij de Nachtbrakers, een Picon-bière, die je in heel Frankrijk precies zo kunt krijgen’).
- In zijn liedje Le Moucheron, afkomstig van het album Qu4tre (1999), vertelt Thomas Fersen het verhaal van een jongeman, een nietsnut, die zijn dorst lest met een Picon: ‘Autant aller prendre un pot. Pour procurer du repos. À mes pieds, à mon cerveau. Oui, mais voilà qu'à nouveau. Un moucheron. Tourne en rond. Tourne en rond. Dans mon Picon’ (‘Ik kan net zo goed iets gaan drinken. Om wat rust te pakken. Voor mijn voeten. Voor mijn hersenen. Ja, maar hier gaan we weer. Een mugje. Draait rondjes. Draait rondjes. In mijn Picon’).
- In het nummer Marée basse van het album Lave toi la bouche, uitgebracht in 2000, vraagt de Franse rockgroep Les Amis d'ta femme de eigenaar van een bar dringend om ‘Un bon demi bien frais’ (‘Een lekker fris biertje’), en voegt daaraan toe: ‘Pour y mettre du goût, le Picon, y a qu'ça d'vrai’ (‘En doe er een Picon bij voor de smaak, de enige echte’).
- In het nummer Ok, tu t'en vas uit 2003, afkomstig van zijn album De verre en vers..., belooft de zanger Yves Jamait aan de vrouw die hem net verlaten heeft ‘de [lui] écrire des vers, si jamais [elle] ramène du Picon pour les bières’ (‘om verzen [voor haar] te schrijven, als [ze] ooit Picon meeneemt voor bij het bier’).
- De rapper MC Circulaire uit Fontenay-le-Comte roept in zijn nummer Demain c'est trop tard (2006) herinneringen op aan ledige plattelandsjongeren die dronken worden met ‘Valstar, Jenlain, Picon et amer alsacien’ (‘Valstar, Jenlain, Picon en Elzasser bitter’).
- De Franse rockgroep Mickey 3D wenst in het nummer 1988, afkomstig van hun vijfde album La Grande Évasion (2009), het volgende: ‘Retrouver le goût du Picon, de l’Ardèche et puis de l'été’ (‘De smaak van Picon, de Ardèche en vervolgens de zomer weer terugvinden’).
- In zijn lied La nuit (2020) roept de uit Lille afkomstige rapper BEN plg herinneringen op aan ‘Une enfance parfumée au Martini, arrière goût d'Picon ou d'Martin’ (‘Een kindertijd geparfumeerd met de geur van Martini, de nasmaak van Picon of van het zweepje’).